# Односи Црне Горе и НАТО-a
Приступање Црне Горе Северноатлантском савезу, односно НАТО, обављено је 5. јуна 2017. године У децембру 2009. године Црној Гори је одобрен Акциони план за чланство, последњи корак у пријави за чланство у организацији. Алијанса је послала званични позив 2. децембра 2015. са приступним преговорима који су закључени потписивањем Протокола о приступању од стране министара спољних послова 19. маја 2016. Црна Гора је званично ушла у НАТО 5. јуна 2017.

## Позадина
Државна заједница Србија и Црна Гора пријавила се за НАТО -ов програм Партнерство за мир (ПзМ) јуна 2003. Црна Гора је прогласила независност 3. јуна 2006. године и убрзо након тога отворила сталну мисију при НАТО-у у Бриселу. Нова земља се касније придружила Партнерству за мир на самиту у Риги 2006. године. У новембру 2007. Црна Гора је потписала транзитни споразум са НАТО-ом, омогућавајући трупама алијансе да се крећу широм земље. Црна Гора је тада потписала споразум са Сједињеним Државама, којим ће Црна Гора уништити своје застарело наоружање као предуслов за чланство у НАТО-у. Министар одбране Црне Горе Боро Вучинић је крајем 2007. године рекао да ће Црна Гора интензивирати приступ алијанси након самита у Букурешту 2008. године. Црна Гора је ушла у Интензивирани дијалог са НАТО у априлу 2008. године, а усвојила је Индивидуални акциони план партнерства у јуну 2008. Позвана је да се придружи Јадранској повељи земаља кандидата за НАТО 25. септембра 2008. Земља је потом аплицирала за Акциони план за чланство 5. новембра 2008. уз подршку премијера Мила Ђукановића, који је одобрен у децембру 2009. Црна Гора је такође започела пуноправно чланство са Јадранском повељом кандидата за НАТО у мају 2009.
Црна Гора је почела да доприноси својим националним оружаним снагама страним војним операцијама НАТО-а. Земља је 2010. године у Авганистан распоредила 40 војника, трочлани војномедицински тим и два официра под немачком командом. Црногорске мировне снаге су такође распоређене у Либерију и Сомалију.
Црна Гора је добила подршку за своју кандидатуру за чланство од неколико земаља НАТО-а, укључујући Румунију, Турску, Немачку и Сједињене Државе.
У децембру 2013. Дневне новине су објавиле да је НАТО одлучио да се Црна Гора придружи НАТО-у у исто време када и Македонија, на чије чланство је Грчка ставила вето због спора око имена Македоније, што чини приступање мало вероватним 2014.
Црногорски премијер Мило Ђукановић је у марту 2014. године изразио жељу да Црна Гора уђе у НАТО, а у мају 2014. изразио наду да ће позив за чланство у организацији бити подржан на самиту НАТО- а у септембру 2014. године.
29. маја 2014. године, словеначки (Карел Ерјавец и Роман Јакич) и хрватски (Весна Пусић и Анте Котромановић) министри спољних послова и одбране упутили су писмо генералном секретару НАТО-а, наглашавајући важност позивања Црне Горе у НАТО. Словеначки министар одбране је навео и да очекује да Црна Гора добије позивницу за НАТО током Самита НАТО 2014. године у Велсу. Међутим, касније те године НАТО је најавио да те године неће нудити чланство ниједној новој земљи у организацији. Аналитичари су то потврдили као знак да чланице НАТО-а постају скептичне у погледу даљег ширења на Исток након руске анексије Крима, због забринутости око руске одмазде на нове безбедносне гаранције земљама тако близу њених граница.
У јуну 2014. тадашњи генерални секретар НАТО- а Андерс Фог Расмусен је сугерисао да ће НАТО отворити „интензивиране разговоре” са циљем да позове Црну Гору да се придружи алијанси до краја 2015, али да Црна Гора неће добити позив за придруживање септембра на самиту НАТО-а. Даља процена напретка Црне Горе се очекивала до краја 2015. године.
Савез је издао званичан позив 2. децембра 2015. Завршни преговори о приступању почели су у фебруару 2016. и завршени у мају, омогућавајући Црној Гори да преузме статус „посматрача“ до ратификације од стране влада осталих чланица, као и од стране црногорског парламента.
Проруске опозиционе странке тврдиле су да би референдум о чланству у НАТО-у требало да се одржи истовремено са парламентарним изборима у октобру 2016. године, иако је влада сугерисала да су избори де факто плебисцит по том питању. Про-НАТО странке напредовале су у изборном резултату.
Сенат Сједињених Држава је 28. марта 2017. гласао о Резолуцији о ратификацији (Резолуција о саветима и сагласности за ратификацију (Док. Уговора 114-12))  Председник Доналд Трамп потписао је председнички меморандум 11. априла 2017. Ратификација од стране сваке државе чланице завршена је ратификацијом Шпаније 10. маја. Скупштина Црне Горе је 28. априла 2017. ратификовала споразум о приступању. Црна Гора је званично ушла у НАТО као држава чланица 5. јуна 2017.
Реакција руске владе на настојања Црне Горе за улазак у НАТО била је све непријатељскија  која је кулминирала покушајем извођења државног удара 16. октобра 2016. године, на дан парламентарних избора који би наводно укључивао и атентат на црногорског премијера Мила Ђукановића, према изјавама црногорских званичника. У заверу државног удара учествовали су руски држављани, укључујући руског војног обавештајца који је претходно протеран из Пољске. Тензије између земаља су се након тога наставиле несметано.

## Анкете
| Датум                 | Извори                                             | За чланство у НАТО-у | Против чланства у НАТО-у | Вођство |    |    |     |
| --------------------- | -------------------------------------------------- | -------------------- | ------------------------ | ------- | -- | -- | --- |
| Датум                 | Извори                                             | 6–12 октобар 2017.   | CISR/IRI                 | Вођство | 43 | 51 | 8.0 |
| јун 2017              | CEDEM Архивирано на веб-сајту (12. септембар 2024) | 54.2                 | 45.8                     | 10.0    |    |    |     |
| децембар 2016         | CEDEM Архивирано на веб-сајту (29. јануар 2022)    | 49.88                | 50.12                    | 0.2     |    |    |     |
| 26 јун 2016           | DAMAR                                              | 54.2                 | 45.8                     | 8.4     |    |    |     |
| 24 June 2016.         | CEDEM                                              | 50.5                 | 49.5                     | 1       |    |    |     |
| 28. мај-5 јун 2016.   | NSPM Архивирано на веб-сајту (26. јун 2016)        | 39.9                 | 60.1                     | 20.2    |    |    |     |
| 16–20 мај 2016.       | DAMAR                                              | 54.6                 | 45.4                     | 9.2     |    |    |     |
| 22 фебруар 2016.      | DAMAR                                              | 55.6                 | 44.4                     | 11      |    |    |     |
| фебруар 2016.         | Ipsos                                              | 50.5                 | 49.5                     | 1       |    |    |     |
| новембар 2015.        | CEDEM Архивирано на веб-сајту (6. август 2016)     | 49.8                 | 50.2                     | 0.4     |    |    |     |
| 8–16 октобар 2015.    | Ipsos                                              | 56                   | 44                       | 10      |    |    |     |
| 11–18 септембар 2015. | Ipsos                                              | 52                   | 48                       | 4       |    |    |     |
| 28 јул 2015.          | CEDEM                                              | 49.5                 | 50.5                     | 1       |    |    |     |
| 8–14 јун 2015.        | DAMAR Архивирано на веб-сајту (17. мај 2017)       | 51.2                 | 48.8                     | 2.4     |    |    |     |
| 4–11 јун 2015.        | Ipsos Архивирано на веб-сајту (17. мај 2017)       | 53.4                 | 46.6                     | 6.8     |    |    |     |
| октобар 2014.         | CEDEM Архивирано на веб-сајту (5. август 2021)     | 43.75                | 56.25                    | 12.5    |    |    |     |
| март 2014.            | Ipsos Архивирано на веб-сајту (5. август 2021)     | 52.2                 | 47.8                     | 4.4     |    |    |     |
| 11. август 2013.      | Ipsos Архивирано на веб-сајту (20. август 2016)    | 50.6                 | 49.4                     | 1.2     |    |    |     |
| март 2013.            | CEDEM Архивирано на веб-сајту (6. август 2016)     | 37.3                 | 62.7                     | 25.4    |    |    |     |
| септембар 2012.       | CEDEM Архивирано на веб-сајту (6. август 2016)     | 49                   | 51                       | 2       |    |    |     |
| јул 2012.             | CEDEM Архивирано на веб-сајту (6. август 2016)     | 46.8                 | 53.2                     | 6.4     |    |    |     |
| децембар 2011.        | CEDEM Архивирано на веб-сајту (6. август 2016)     | 51.5                 | 48.5                     | 3       |    |    |     |
| септембар 2011.       | CEDEM Архивирано на веб-сајту (6. август 2016)     | 43.9                 | 56.1                     | 12.2    |    |    |     |
| октобар 2010.         | CEDEM Архивирано на веб-сајту (6. август 2016)     | 45.1                 | 54.9                     | 9.8     |    |    |     |
| октобар 2009.         | CEDEM Архивирано на веб-сајту (6. август 2016)     | 41.5                 | 58.5                     | 17      |    |    |     |
| 24. јун 2009.         | CEDEM                                              | 40.92                | 59.08                    | 18.16   |    |    |     |
| новембар 2008.        | CEDEM Архивирано на веб-сајту (6. август 2016)     | 36.45                | 63.55                    | 27.1    |    |    |     |

Према владиној анкети из марта 2014. године, 46 одсто становништва Црне Горе подржава чланство у НАТО, док се 42 одсто противи. Истраживање Центра за демократију и људска права из јула 2015. године, који добија финансијску подршку од НАТО-а, показало је да 36,6 одсто подржава чланство, а 37,3 одсто против, уз оштре поделе између етничких група: 71,2 одсто црногорских Албанаца и 68 одсто црногорских Бошњаци подржавају чланство, док само 11,3 одсто црногорских Срба подржава.

## Политичко гледиште
Владајућа Демократска партија социјалиста Црне Горе и Социјалдемократска партија Црне Горе имају снажну жељу да Црна Гора постане чланица НАТО-а. Почетком 2009. године покренули су двогодишњу кампању са циљем промоције приступања НАТО-у, коју води медијска агенција МАПА под редитељком Радмилом Војводић . Владајућа коалиција премијера Мила Ђукановића тврди да Црна Гора не може себи приуштити да остане неутрална и идентификује НАТО и ЕУ као заједнички процес евроатлантских интеграција. Према демографској анализи анкета, грађани просрпске или проруске политичке оријентације, православни конзервативци, жене и недовољно образовани су главне групе које не подржавају чланство у НАТО-у. Кампања је била донекле успешна, али је добила критике од Нансен дијалог центра због значајних финансијских улагања у пристрасну и пропагандистичку кампању током рецесије. Као директан одговор, оснивање Serb National List група покренула "Не НАТО!" кампање, у много мањем обиму.
Сећање на НАТО бомбардовање тадашње Савезне Републике Југославије 1999. године и цивилне жртве које су резултирале чине кључни део противљења чланству у НАТО-у у Црној Гори.
Водећа опозициона политичка партија, Социјалистичка народна партија Црне Горе, остала је двосмислена по питању чланства у НАТО-у. Иако снажно подржавају европске интеграције, они сматрају да су интеграције у ЕУ и НАТО потпуно одвојени путеви и подржавају одржавање референдума. СНП ЦГ је углавном избегавала да да директан одговор, али се индиректно противи чланству у НАТО. Нова српска демократија је отворени противник чланства у НАТО-у, подржава референдум и уверена је да ће бити негативног исхода. Покрет за промене је потпуно неутралан и подржава одржавање референдума и признавање његовог резултата. Према анкети Стратеџик маркетинга на питање да ли заказати референдум, 72 одсто испитаника подржава његово одржавање. Анкета ЦАТИ-ја од 11. до 15. децембра 2009. о питању њеног резултата дала је следеће: 44% би гласало против, 40% би гласало за, док је 8% несигурно. Према анкети објављеној у октобру 2009. године, 31,2% становништва Црне Горе подржава чланство у НАТО, док се 44% противи томе. Анкета Ипсоса у марту 2014. показала је да 46% подржава чланство у односу на 42% који су били против. Анкета из децембра 2015. показала је подршку 47%, опозицију 39%, док је преосталих 14% неодлучно.
Опозиционе странке, укључујући Социјалистичку народну партију Црне Горе, тврдиле су да чланство треба да буде одобрено на националном референдуму. Политичка криза уследила је након најаве владе о намери да се придружи НАТО-у; У Подгорици су средином октобра 2015. одржани велики протести, подржани од стране просрпских партија, који су кулминирали нередима у главном граду 24. октобра. Ђукановић је оптужио Србију и Русију да подршку протестима.
Раскол у владајућој коалицији уследио је у јануару 2016.
Чланство у НАТО је било питање дебате током парламентарних избора у октобру 2016 . Демократска партија социјалиста, која је управљала Црном Гором од 1991. године и која подржава чланство, победила је на изборима са 41 одсто гласова.

## Временски оквир ратификације
| Партнерство за мир                    | 2006-12-14 |
| Индивидуални акциони план партнерства | 2008-06-20 |
| Интензивиран дијалог                  | 2008-04-03 |
| Акциони план за чланство              | 2009-12-04 |
| Позив за придруживање                 | 2015-12-02 |
| Приступни протокол                    | 2016-05-19 |
| Домаћа ратификација                   | 2017-04-28 |
| Ратификација од:                      |            |
| Албанија                              | 2016-09-06 |
| Белгија                               | 2017-01-18 |
| Бугарска                              | 2016-08-18 |
| Канада                                | 2017-03-06 |
| Хрватска                              | 2017-02-13 |
| Чешка Република                       | 2017-01-27 |
| Данска                                | 2017-01-17 |
| Eстонија                              | 2017-01-09 |
| Француска                             | 2017-04-18 |
| Немачка                               | 2017-05-03 |
| Грчка                                 | 2017-03-22 |
| Мађарска                              | 2016-07-11 |
| Исланд                                | 2016-06-23 |
| Италија                               | 2017-02-01 |
| Летонија                              | 2016-11-01 |
| Литванија                             | 2016-12-20 |
| Луксембург                            | 2017-02-01 |
| Холандија                             | 2017-05-04 |
| Норвешка                              | 2017-02-09 |
| Пољска                                | 2016-11-28 |
| Португал                              | 2017-03-27 |
| Румунија                              | 2017-03-24 |
| Словачка                              | 2016-07-06 |
| Словенија                             | 2016-07-08 |
| Шпанија                               | 2017-05-18 |
| Турска                                | 2016-09-27 |
| Уједињено Краљевство                  | 2016-11-15 |
| Сједињене Државе                      | 2017-04-21 |
| Пуноправно чланство                   | 2017-06-05 |

## Пуноправно чланство
Црна Гора је постала 29. чланица НАТО- а 5. јуна 2017. године када је депоновала свој инструмент приступања Северноатлантском споразуму код америчког Стејт департмента у Вашингтону. Дана 7. јуна 2017. године, у седишту НАТО-а на специјалној свечаности подигнута је застава Црне Горе. поводом уласка земље у НАТО. Церемоније подизања заставе такође су истовремено одржане у Савезничкој команди за операције у Монсу и Савезничкој команди за трансформацију у Норфолку у Вирџинији .